# 人間は何を食べてきたか
『人間は何を食べてきたか』（にんげんはなにをたべてきたか）は、1985年から1994年にかけてNHK教育テレビジョンの『教育テレビスペシャル』、NHK総合テレビジョンの『NHK特集』→『NHKスペシャル』その他で放送された、日本のドキュメンタリー番組である。

## 概要
人は何をどのように食べてきたのか、様々な食べ物の原点に焦点をあて、”食”から生まれた文化を通して、食生活のあり方を問い直す。第1シリーズは衛星第1テレビにて1984年12月31日 - 1985年1月4日に『食のルーツ・5万キロの旅』のタイトルで放送された。1985年1月6日に総合テレビの『NHK特集』枠と衛星第1にて総集編が放送された後、同年1月7日 - 1月11日まで、教育テレビの『教育テレビスペシャル』枠で放送された。第2シリーズは1990年に、第3シリーズは1992年に、いずれも『NHKスペシャル』枠で放送。第4シリーズは1994年に放送。
2023年からは高解像度の4Kリストア版としてNHK BS4KとNHK BSプレミアムにて順次再放送が開始。3月15日に『NHK特集』枠にて「食のルーツ・5万キロの旅」（総集編）が、6月7日に第2シリーズ 「～アジア・豊かなる食の世界～」（全5回）が4K解像にて放送された。

## 内容
放映日はNHKアーカイブスの検索結果による。

### 第1シリーズ ～食と文明の世界像～
- 第1集：一滴の血も生かす ～肉～（BS1：1984年12月31日放送）（教育：1985年1月7日放送）
- 第2集：一粒の麦の華麗な変身 ～パン～（BS1：1985年1月1日放送）（教育：1985年1月8日放送）
- 第3集：遊牧の民の遺産 ～乳製品～（BS1：1985年1月2日放送）（教育：1985年1月9日放送）
- 第4集：アンデスの贈り物 ～ジャガイモ～（BS1：1985年1月3日放送）（教育：1985年1月10日放送）
- 第5集：大いなるアジアの恵み ～米～（BS1：1985年1月4日放送）（教育：1985年1月11日放送）
- 総集編：食のルーツ・5万キロの旅

### 第2シリーズ ～アジア・豊かなる食の世界～
- 第1集：黄土の民の知恵と技 ～麺～（1990年1月5日放送）
- 第2集：スパイスは大地の香り ～カレー～（1990年1月6日放送）
- 第3集：太古からのメッセージ ～タロイモ・ヤムイモ～（1990年1月8日放送）
- 第4集：南方に生命の嘉木 ～茶～（1990年1月9日放送）
- 第5集：塩ふく大地の奇跡 ～醤油～（1990年1月10日放送）

### 第3シリーズ 海と川の狩人たち
放送回により「海編」と「川編」に分かれている。
- 第1集：灼熱の海にクジラを追う ～インドネシア・ロンバタ島～（1992年1月19日放送）
- 第2集：サバンナの移動漁民 ～アフリカ・ニジェール川～（1992年1月21日放送）
- 第3集：サンゴ礁の海人 ～南太平洋・マンドック島～（1992年1月27日放送）
- 第4集：サケに導かれた北方民族 ～カナダ・北米大陸～（1992年1月28日放送）

### 第4シリーズ
このシリーズには副題がなく、『NHKスペシャル』等のシリーズから独立した番組となっている。
- 第1集：モチ米 大地に捧げる神の食（1994年1月1日放送）
- 第2集：スイカ 砂漠の民の水瓶（1994年1月4日放送）
- 第3集：トウモロコシ インディオの大いなる遺産（1994年1月5日放送）
- 第4集：雑穀 サバンナの最後の贈りもの（1994年1月6日放送）

## スタッフ・出演

### 音楽
- 高島明彦:第1シリーズ
- S.E.N.S.：第2シリーズ
- 渡辺俊幸：第4シリーズ

### ナレーション
- 佐野浅夫 - 第1シリーズ
- 生方惠一 - 第1シリーズ総集編
- 樫山文枝 - 第2シリーズ
- 寺田農 - 第3・第4シリーズ

## ソフト化
1988年頃、当時のNHKエンタープライズの提携により鎌倉スーパーステーション（現・JSDSS）が販売を手掛ける「NHK VOOK（ビジュアルヴック）」ブランドで第1シリーズ5集を収録したVHSソフトを順次発売。販売時のタイトルは『食のルーツ・5万キロの旅』。パッケージの裏には『美味しんぼ』の作者である雁屋哲の書き下ろしエッセイが記載されていた。
2003年2月21日にはブエナ ビスタ ホーム エンターテイメントより「ジブリがいっぱいCOLLECTION」の派生レーベル「ジブリ学術ライブラリー」第1弾として全シリーズを収録、DVD-BOXと単巻DVD全8巻が発売された。各巻の特典映像として、当番組に関心を抱いたスタジオジブリの高畑勲、宮崎駿監督および番組制作者による座談会が収録されている。

## 備考
食べ物の原点に焦点を当てているため、一部シリーズでは映像が加工されていたり、静止画になっている個所がある。一例として、第1シリーズの「一滴の血も生かす」ではドイツの農家が飼育していた豚をソーセージやハムにして厳しい冬に備える場面があるが、その豚一頭が無作為に捌かれる場面が映画『1900年』のワンシーンと類似しており、血が噴き出る場面は極力カットされている。